# Vodovod – Kanalizacija
Javno podjetje Vodovod - Kanalizacija d.o.o. je javno podjetje (družba z omejeno odgovornostjo), ki deluje v sklopu holdinga Javni holding Ljubljana in preskrbuje mesto Ljubljana s pitno vodo ter skrbi za odvajanje in prečiščevanje odpadnih in padavinskih voda.
V sklopu podjetja delujejo naslednji obrati:
- Vodarna Kleče
- Vodarna Hrastje
- Vodarna Šentvid
- Vodarna Brest
- Vodarna Jarški prod
- Centralna čistilna naprava Ljubljana